# Hydraena fiorii
Hydraena fiorii är en skalbaggsart som beskrevs av Pietro Porta 1899. Hydraena fiorii ingår i släktet Hydraena och familjen vattenbrynsbaggar. Inga underarter finns listade i Catalogue of Life.